# Disney Interactive Studios
Disney Interactive Studios var en avdelning inom företaget Disney som utvecklade dator- och TV-spel. Företaget startade 1988, och stängde igen i maj 2016.

### Fotnoter
1. ↑  hämtat från: ryskspråkiga Wikipedia.[källa från Wikidata]
2. ↑  Chris Kohler (16 oktober 2012). ”How Videogames are Changing Disney” (på engelska). Wired. https://www.wired.com/2012/10/disney-videogames/. Läst 8 augusti 2018.